# Nous les amoureux
A Nous les amoureux (magyarul: Mi, a szerelmesek) című dal volt az 1961-es Eurovíziós Dalfesztivál győztes dala, melyet a Luxemburgot képviselő francia Jean-Claude Pascal adott elő francia nyelven.

## Az Eurovíziós Dalfesztivál
A dalt nemzeti döntő nélkül választották ki, Pascalt a luxemburgi tévé kérte fel a feladatra. A dalban az énekes saját magáról és szerelméről énekel, akiket mások el akarnak választani, de ők kitartanak egymás mellett.
A március 18-án rendezett döntőben a fellépési sorrendben tizennegyedikként adták elő, a dán Dario Campeotto Angelique című dala után, és a brit The Allisons Are You Sure című dala előtt. A szavazás során harmincegy pontot szerzett, mely az első helyet érte a tizenhat fős mezőnyben. Ez volt Luxemburg első győzelme.
A következő luxemburgi induló Camillo Felgen Petit bonhomme című dala volt az 1962-es Eurovíziós Dalfesztiválon.
A következő győztes a francia Isabelle Aubret Un premier amour című dala volt.

### Kapott pontok
|                                                                                        | Zsűrik | Zsűrik | Zsűrik | Zsűrik | Zsűrik | Zsűrik | Zsűrik | Zsűrik | Zsűrik | Zsűrik | Zsűrik | Zsűrik | Zsűrik | Zsűrik | Zsűrik | Zsűrik |
| -------------------------------------------------------------------------------------- | ------ | ------ | ------ | ------ | ------ | ------ | ------ | ------ | ------ | ------ | ------ | ------ | ------ | ------ | ------ | ------ |
| ESP                                                                                    | MON    | AUT    | FIN    | YUG    | NED    | SWE    | GER    | FRA    | SUI    | BEL    | NOR    | DEN    | LUX    | GBR    | ITA    |        |
| Kapott pontok                                                                          | 2      | 4      | 4      | 3      | 5      | 1      | 1      | 5      | 1      | 1      | 0      | 0      | 1      |        | 0      | 3      |
| A tábla a fellépés sorrendjében van rendezve. A szavazás fordított sorrendben történt. |        |        |        |        |        |        |        |        |        |        |        |        |        |        |        |        |

## Slágerlistás helyezések
| Slágerlisták (1961) | Lh.* |
| ------------------- | ---- |
| Belgium (Vallónia)  | 21   |
| Franciaország       | 7    |

*Lh. = Legjobb helyezés.

## Külső hivatkozások
- Dalszöveg
- YouTube videó: A Nous Les Amoureux című dal előadása a cannes-i döntőn